# ブッケンホーフ
ブッケンホーフ (ドイツ語: Buckenhof) は、ドイツ連邦共和国バイエルン州ミッテルフランケンのエアランゲン＝ヘーヒシュタット郡に属す町村（以下、本項では便宜上「町」と記述する）で、ウッテンロイト行政共同体を形成する。

## 地理

### 位置
ブッケンホーフは、エアランゲンの東、ニュルンベルガー・ライヒスヴァルトの北に隣接して位置している。この自治体は、エアランゲン周辺地域への通勤者の住宅地であり、ドイツに11ある大都市圏の一つニュルンベルク大都市圏の一部をなす。この自治体は、シュヴァーバッハ川の渓谷に位置している。

### 自治体の構成
この町は、公式にはブッケンホーフ集落単独で構成される。

## 歴史
ライヒスヴァルト周縁部にブッケンホーフの村が創設されたのは11世紀から12世紀の間である。この集落は、1372年に初めて文献で言及されている。1564年から1567年にハラー男爵はプッケンホーフ城を建設した。1886年から1963年までの間、エアランゲンからエシェナウへの（乗り継いでグレーフェンベルクまで）ローカル鉄道の駅が設けられていた。その愛称 “Seku”は、今日でもカーニバル・サークルの名称 “Seku-Narren”（ゼークのおどけ者）に使われている。

### 人口増加
ブッケンホーフは隣接するエアランゲンとともに、第二次世界大戦後から2000年までの間に急速な人口増加を経験し、バイエルン州で最も人口密度の高い市町村の一つとなった。この町の大変な人気は、不動産価格に反映されているのだが、「ハイテク都市」エアランゲンと境を接すると同時にライヒスヴァルトの自然に囲まれた、その場所に理由があるのかも知れない。70年代に設置された塵芥処理所（Der "Müllberg")など、この自然の楽園も徐々に変わりつつある。

## 行政
行政上の課題は、エアランゲンからグレーフェンベルクへの州道2240号線バイパスの建設である。これにより州道のルートはブッケンホーフ南部を通りゼーバルダー・ライヒスヴァルトを直接経由することになる。

### 議会
議会は16議席と首長からなる。

### 紋章
図柄: 上部は青地で、その下部は赤と緑の左右二分割。分割線の上部は金の王冠型の十字になっている。向かって左は、黒と銀の三角図形。向かって右は銀の針葉樹。

## 文化と見所

### 建造物
プッケンホーフ城、町役場、ハラーホーフ（代替エネルギーの展示施設を含む）、墓地礼拝堂

## 人物
- カール・シュタインバウアー (1906 - 1988) ルター派神学者。告白教会の構成員

## 経済と社会資本

### 交通
ブッケンホーフは、州道2240号線によってエアランゲンおよび隣接自治体のシュパールドルフ、ウッテンロイトと結ばれている。中心街（グレーフェンベルク通り=州道2240号線）をのぞいて、至る所で制限速度30km/hrになっている。
ブッケンホーフは285系統でエアランゲン市内に、208系統および209系統でニュルンベルク広域交通ネットワークに接続している。
かつては、鉄道エアランゲン - エシェナウ線の駅があったが、廃止された。

## 引用
1. ↑  https://www.statistikdaten.bayern.de/genesis/online?operation=result&code=12411-003r&leerzeilen=false&language=de Genesis-Online-Datenbank des Bayerischen Landesamtes für Statistik Tabelle 12411-003r Fortschreibung des Bevölkerungsstandes: Gemeinden, Stichtag (Einwohnerzahlen auf Grundlage des Zensus 2011)
2. ↑  Bayerische Landesbibliothek Online